# Voiture-restaurant de type Rheingold 1962
Les voitures-restaurants de type Rheingold 1962 sont une série de cinq voitures-restaurants du chemin de fer fédéral allemand construites entre 1962 et 1963 par Orenstein & Koppel pour assurer la relation homonyme. Elles étaient surnommées Buckelspeisewagen (litt. voiture-restaurant à bosse) et présentaient la particularité unique dans l'Europe ferroviaire d'avoir la cuisine et l'office aménagés sur deux niveaux.

## Historique
Pour l'horaire d'été de 1962, la Deutsche Bundesbahn mettait en service le nouveau F-Zug (Fernzug) Rheingold entre Amsterdam/Dortmund et Bâle, et composé de nouvelles voitures de 1e classe de grand confort à air conditionné. Pour remplacer l'ancien matériel roulant, la DB avait passé commande de 10 voitures à compartiments et couloir latéral (type Av4üm), 5 voitures à couloir central (type Ap4üm), 3 voitures panoramiques (type AD4üm) inspirées des voitures-dôme « Vista-dome » américaines et 2 voitures-restaurants (type SDWR 4üm) Toutes les voitures arborent une livrée bleu roi et ivoire rappelant le mythique train de luxe des années 30, du temps de la DRG.
Dès l'année suivante, la DB complétait son parc avec 12 Av4üm, 6 Ap4üm,2 AD4üm et 3 WR4üm supplémentaires, afin d'exploiter en commun le Rheingold avec la relation Rheinpfeil (« Flèche du Rhin ») Dortmund–Munich. 

### Trans-Europ-Express

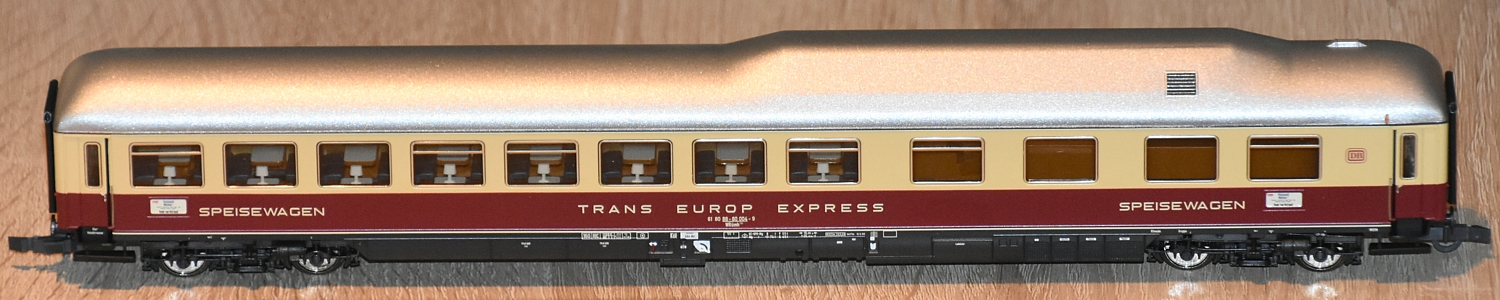
Livrée TEE dès 1967 (modèle réduit HO de Roco)

Le 30 mai 1965, Rheingold (prolongé jusqu'à Genève) et Rheinpfeil passaient dans le giron des Trans-Europ-Express ; les 43 voitures perdirent leur couleur bleu roi/ivoire au profit du rouge bordeaux et crème, livrée propre aux TEE. La transition dura jusqu'à la fin de l'année 1966 ; durant cette période, les trains des Rheingold et Rheinpfeil furent composés de voitures bleues et rouges aléatoirement mélangées.

### L'après-TEE
Le Rheinpfeil cessa d'être un TEE dès le 26 septembre 1971, mais continua de véhiculer les voitures TEE en commun avec le Rheingold durant 18 mois. Cependant, les cinq voitures-restaurants à bosse quittèrent ces deux relations le 27 mai 1972 déjà. Elles furent transférées du dépôt de Munich à celui de Cologne, et engagées dans les relations TEE Saphir Francfort–Bruxelles, IC Porta Westfalica Hanovre–Cologne, ainsi que d'autres trains directs non nommés et quelques affrétements spéciaux. 
Entre 1977 et 1979, la DB a loué deux WRümh131 (les 61 80 88-80 001 et 005) à son homologue autrichienne ÖBB pour assurer les relations Transalpin Vienne–Bâle et Wörthersee Klagenfurt–Francfort. Les ÖBB les ont réimmatriculés WR4uemgh et les ont laissés en livrée TEE.

### La fin
Au contraire des voitures panoramiques contemporaines qui ont toutes survécu, des cinq voitures-restaurants, seule une a pu être sauvegardée. En 1979 la DB met en vente l'ensemble des WRümh131. La dernière de la série, numérotée 61 80 88-80 005, est vendue le 2 juillet 1980 au Freundeskreis Eisenbahn Köln (de) (FEK) qui la rénove et repeint aux couleurs bleu roi et ivoire d'origine, pour la faire circuler dans son train Rheingold 1962 ; renumérotée WRmh 56 80 88-71 102-9, elle ne sera entièrement opérationnelle qu'en 2015 ! Les quatre autres, n'intéressant aucun repreneur, seront réformées en date du 15 avril 1981.
Auparavant, l'une d'entre elles, peinte en mauve brillant et présentée comme Show-Train, a suscité l'intérêt des visiteurs lors de l'anniversaire de l'atelier de réparation de la DB à Munich-Neuaubing en 1981 ; plusieurs artistes s'y sont produits, notamment Thomas Gottschalk.

## Sous-séries
La série a été commandée au constructeur Orenstein & Koppel en deux fois, d'abord une tranche de deux voitures livrées en 1962 pour assurer le seul Rheingold, puis trois autres unités pour combiner avec le Rheinpfeil, mises en service en 1963. Les cinq voitures étaient identiques : d'abord toutes en livrée Rheingold bleu et ivoire flanquées du sigle DSG, elles reçurent entre 1965 et 1966 les couleurs rouge bordeaux et crème des TEE, mais toujours avec le sigle DSG sur les flancs. Ce sigle sera remplacé par l'inscription « TRANS EUROP EXPRESS » en 1967.
- Les deux premières voitures ont été réceptionnées par la DSG (Deutsche Schlafwagen- und Speisewagengesellschaft (de)) sous l'immatriculation SDWR 4üm n° 101 et 102. Elles furent réimmatriculées WR4üm l'année suivante, renumérotées 11 101 et 11 102 en 1966, puis WRümh131 61 80 88-80 001 et 002 en 1967.

- Les trois dernières voitures ont été réceptionnées par la DB sous l'immatriculation WR4üm n° 11 103 à 11 105, mais devaient n'être exploitées que par la DSG. Elles furent réimmatriculées WRümh131 61 80 88-80 003 à 005 en 1967.

## Technique
La voiture à bosse découle directement des voitures UIC-X et a été construite à l'instar des récentes m-Wagen de la DB selon les normes UIC (longueur standard de 26,400 m), tout en respectant les critères de confort exigés par les services TEE, comprenant notamment une installation d'air conditionné de type Jettair avec refroidissement de l'air par des échangeurs au fréon.
Comme toutes les autres voitures de la série (Av4üm, Ap4üm et AD4üm), le WR4üm était de construction soudée avec ossature de châssis en acier St 52. Les parois étaient constituées de tôle d'acier de 2 mm d'épaisseur, 1,5 mm au pavillon, et les extrémités de la voiture furent renforcées avec de la tôle de 3 mm.
Les bogies sont du type Minden-Deutz (de) MD 50 à suspension renforcée, avec freins Knorr incorporés et frein électro-magnétique.

## Aménagements

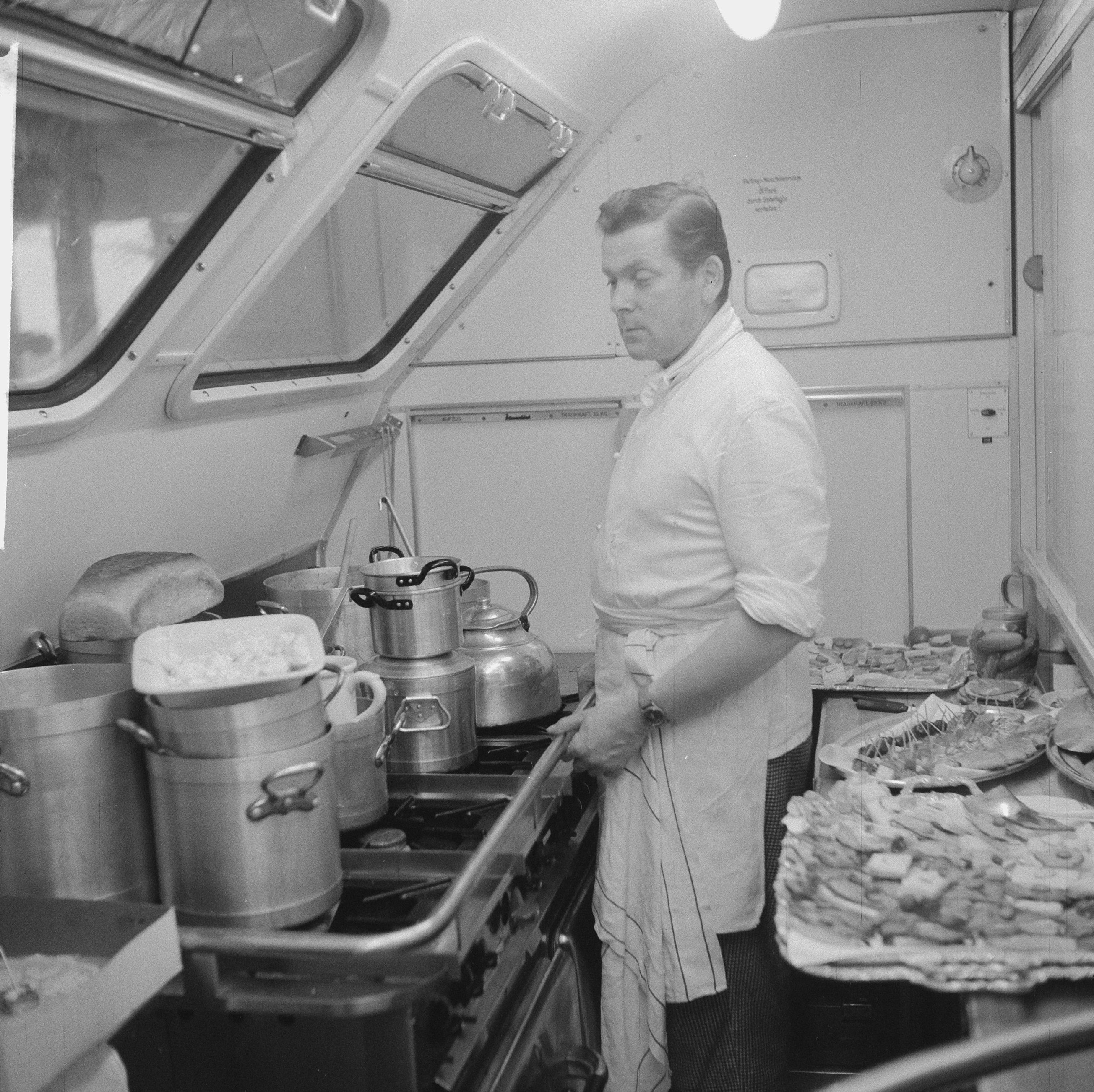
Intérieur de la cuisine (1962)

La voiture présente un renflement de la toiture sur un bon tiers, rendant la voiture très reconnaissable ; cette bosse permet d'accueillir une cuisine et un office aménagés l'un au-dessus de l'autre, d'où gain de place. La cuisine, située au niveau supérieur, est accessible depuis un couloir latéral par un escalier de 5 marches, et l'office, placé au-dessous, par un escalier de 3 marches. Le couloir se prolonge sur un buffet, situé à l'opposé des salles de restaurant. La cuisine comprend une cuisinière à gaz alimentée au propane, et de vastes réfrigérateurs. L'office est équipé des armoires de rangement, une table chauffe-plats, un lave-vaisselle et une machine à café. Deux monte-charges électriques relient trois niveaux : cuisine, buffet et office. En outre, deux transporteurs à chaîne continue évacuent la vaisselle entre le buffet et l'office, et un interphone permet de communiquer entre cuisine, buffet, office et couloir. La cuisine possède sa propre ventilation et le plafond est fait d'acier inox recouvert de feuilles de plastique.
Deux salles de restauration séparées par une porte vitrée offrent chacune 24 places assises, dans une disposition 2+1 en vis à vis, autour de tables à deux et quatre convives ; chaque table est relevable et équipée d'une petite lampe de table. Les sièges sont fixes et revêtus de tissus de nylon. Les parois sont recouvertes de bois de teck, les plafonds sont en matière plastique et l'éclairage est assuré par tubes fluorescents pouvant être automatiquement allumés par une cellule photoélectrique.
Les deux plateformes ouvraient sur trois portes d'accès extérieur ; côté buffet la plateforme ne comporte qu'un seul un accès, face à un cabinet WC réservé à l'usage du personnel. La voiture ne possédant aucun WC pour les voyageurs, ceux-ci devaient se rendre aux voitures contigües en cas de besoin, aussi bien que pour se laver les mains !
Les vitres sont fixes et teintées, afin de protéger les locaux de la chaleur. Cuisine et office possèdent chacun trois petites fenêtres pouvant être ouvertes par un carreau pivotant au tiers de la hauteur.
Le plancher normal est situé à une hauteur de 1,225 m au-dessus du niveau du rail ; le niveau de la cuisine est à 2,305 m, soit surplombant de 1,90 m l'office. Sous l'office, le plancher n'est qu'à 32 cm au-dessus du rail.